# 29738 Ivobudil
29738 Ivobudil è un asteroide della fascia principale. Scoperto nel 1999, presenta un'orbita caratterizzata da un semiasse maggiore pari a 2,3233302 UA e da un'eccentricità di 0,0880870, inclinata di 3,02217° rispetto all'eclittica.